# 크레이튼 헤일

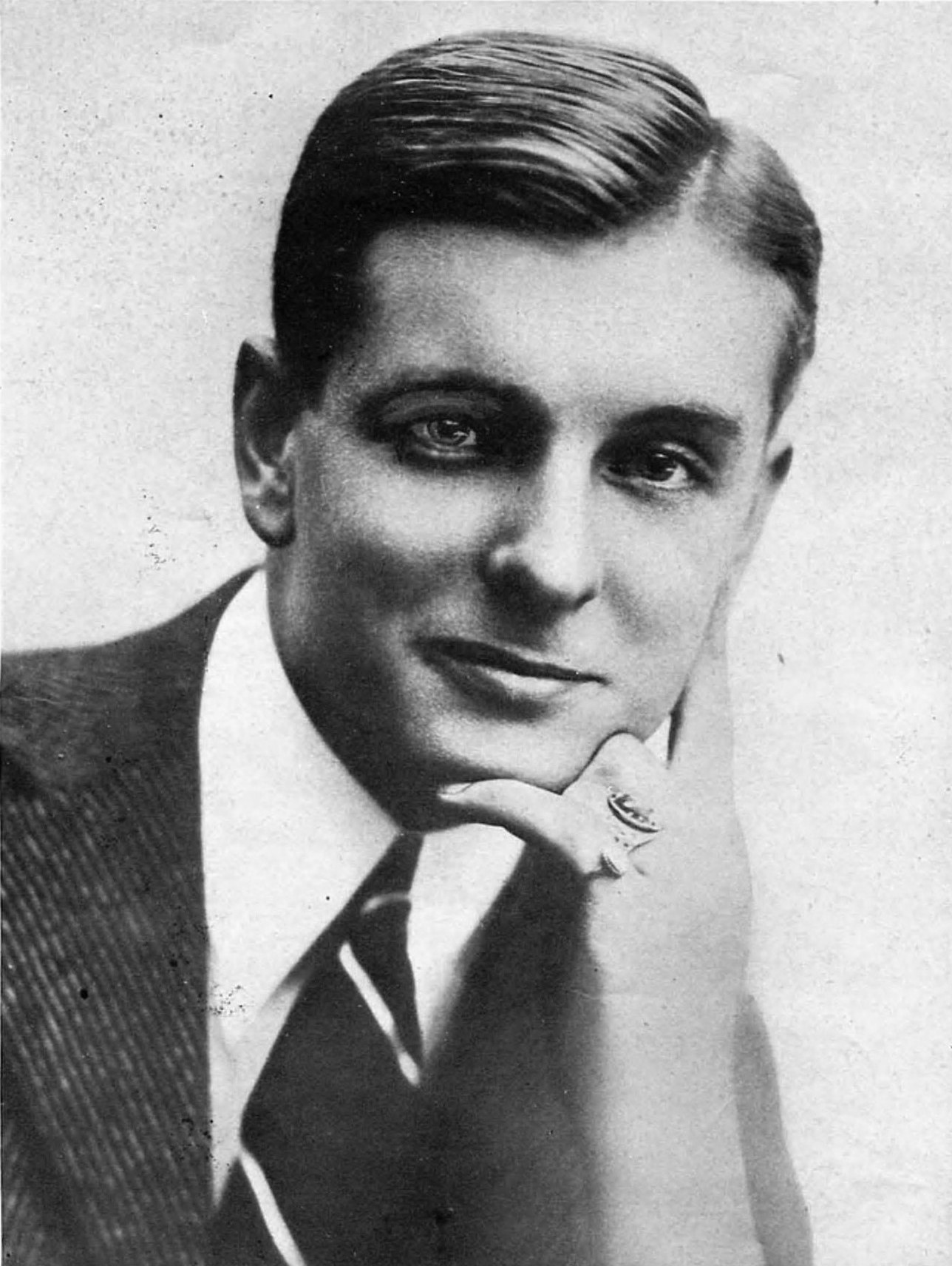

크레이튼 헤일(Creighton Hale, 1882년 5월 24일 ~ 1965년 8월 9일)은 아일랜드의 연극 배우, 영화배우이다.
코크주에서 태어났으며 사우스패서디나에서 사망하였다. 사인은 질병이다.

## 영화
- 쉬 크리처 (1956년)
- 세레나데 (1956년)
- 테이크 더 하이 그라운드! (1953년)
- 워킹 마이 베이비 백 홈 (1953년)
- 소 디스 이즈 러브 (1953년)
- 온 문라이트 베이 (1951년)
- 아톰 맨 대 슈퍼맨 (1950년)
- 로지 오그래디의 딸 (1950년)
- 마천루 (1949년)
- 씨비스킷 이야기 (1949년)
- 밤에서 밤으로 (1949년)
- 비욘드 더 프레스트 (1949년)
- 조니 벨린다 (1948년)
- 폴라인의 모험 (1947년)
- 포제스트 (1947년)
- 아버지와 인생을 (1947년)
- 투 가이스 프럼 밀워키 (1946년)
- 평결 (1946년)
- 유머레스크 (1946년)
- 스톨렌 라이프 (1946년)
- 탱크 유어 럭키 스타스 (1943년)
- 만찬에 온 사나이 (1942년)
- 성조기의 행진 (1942년)
- 카사블랑카 (1942년)
- 블루스 인 더 나잇 (1941년)
- 요크 상사 (1941년)
- 말타의 매 (1941년)
- 나치 스파이의 고백 (1939년)
- 포효하는 20년대 (1939년)
- 조지 화이트의 스캔달 (1934년)
- 그림자 없는 남자 (1934년)
- 홀리데이 (1930년)
- 고양이와 카나리아 (1927년) - 폴 존스 역
- 허 마제스티 (1922년)
- 풍운의 고아 (1921년)
- 동부 저 멀리 (1920년)
- 백설공주 (1916년)